# Ohaba-Forgaci, Timiș
Ohaba-Forgaci este un sat în comuna Boldur din județul Timiș, Banat, România. La recensământul din 2002 avea o populație de 799 locuitori.

## Localizare
Satul Ohaba-Forgaci este așezat în estul județului Timiș, la 12 km față de municipiul Lugoj, între râul Timiș, malul stâng și râulețul Timișina, malul drept. Se învecinează la est cu satul Jabăr (4,5 km), la sud-est cu Boldur (5 km), la sud-vest cu Sinersig (4,5 km), la vest cu Ficătar (2,5 km), iar în partea de nord cu Chizătău și Belinț (3 km, respectiv 2,6 km). 

## Istorie

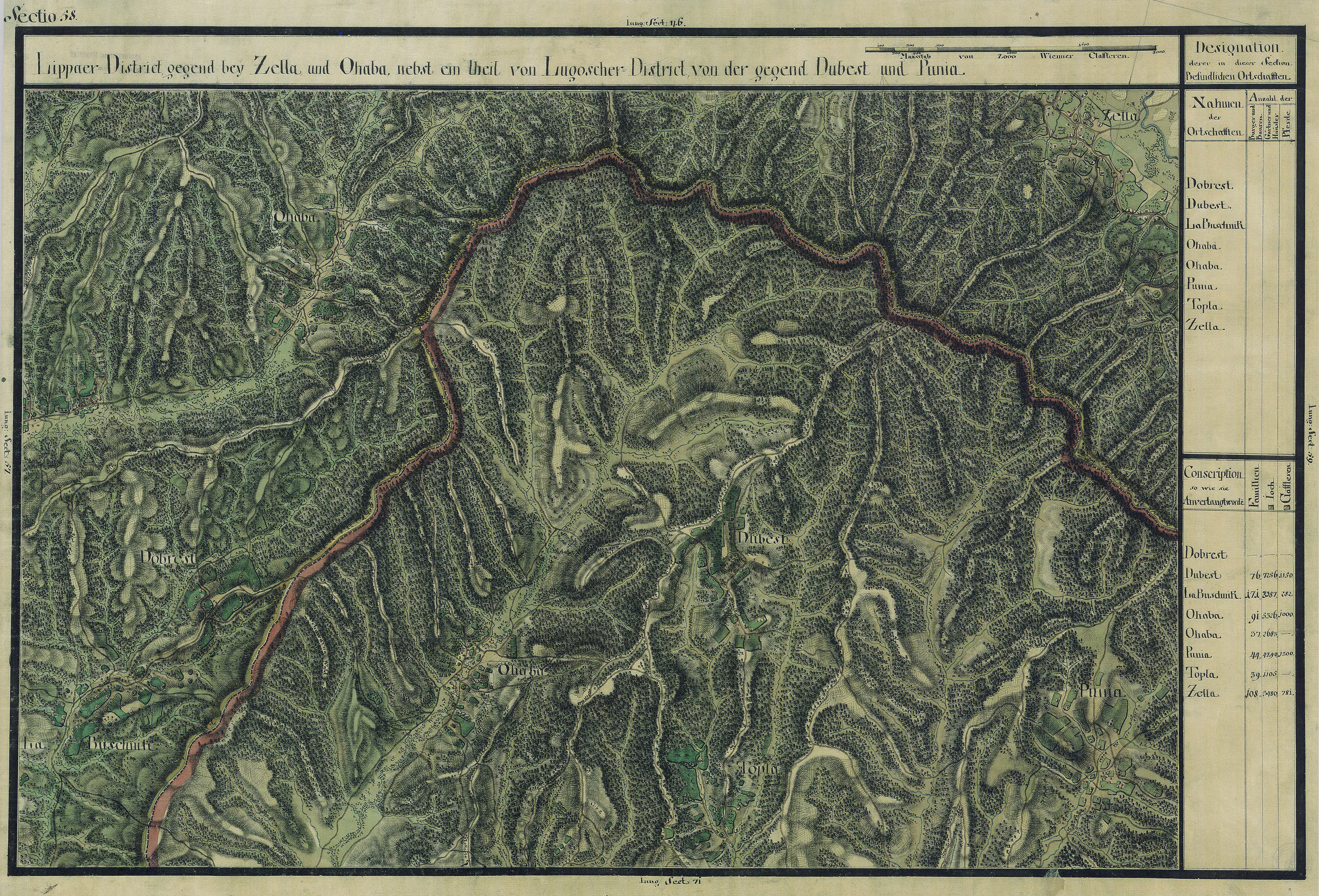
Ohaba-Forgaci în Harta Iosefină a Banatului, 1769-72

Prima atestare documentară a localității este din 1442, atunci când din porunca regelui Ulaszlo I, domeniile unor sate printre care și "Chewhaba" sunt trecute în posesia lui Nicolae Turcsin și Mihai Cornethi. În jurul anului 1880 denumirea satului este "Csev-Ohaba". Numele de "Forgaci" i s-a dat mult mai târziu, în cinstea consilierului districtului Anton Forgacs pentru a se deosebi de numele de Ohaba din Ardeal și mai ales din județele Arad și Caraș Severin.
În 1924 se numea Ohaba-Timiș. În anul 1935 localitatea avea 1.504 locuitori, biserică ortodoxă, școlă primară cu doi învățători, o bibliotecă și căminul cultural "Deșteptarea"

## Personalități locale
- Dridri Goroniță (pseudonim literar al Adrianei Livia Savii, 1896 - 1981), profesoară de limba română și limba franceză, scriitoare.
- Ștefan Pătruț (7 octombrie 1938), profesor, folclorist, monograf.
- Nicolae Sârbu (21 septembrie 1945), poet, publicist.
- Gheorghe Sârbu (1866 - 1937), deputat în Marea Adunare Națională de la Alba Iulia 1918